# Egil Abrahamsen
Egil Abrahamsen (* 7. Februar 1923 in Hvaler; † 14. April 2023 in Oslo) war ein norwegischer Schiffsingenieur und Geschäftsmann.

## Leben
Nach dem Abitur 1943 studierte er Schiffsbau an der Norwegischen Technischen Hochschule, die er 1949 abschloss. Vertiefende Studien führten an die Durham University und an die University of California, Berkeley.
1952 trat er in den Dienst der Klassifikationsgesellschaft Det Norske Veritas und war dort von 1967 bis 1985 Geschäftsführer und Vorstandsvorsitzender. 1977 promovierte er an der Königlich Technischen Hochschule Stockholm zum Dr. techn.
Abrahamsen hatte zahlreiche Aufsichtsratsmandate inne und diente in zahlreichen Gremien und Ausschüssen. Er war von 1985 bis 1991 Vorsitzender der Norsk Hydro und von 1980 bis 1995 Vorsitzender der Televerket und Telenor.

## Auszeichnungen
- 1980: Großoffizier des Ordens des Infanten Dom Henrique
- 1988: Kommandeur des Sankt-Olav-Ordens
- Orden des Löwen von Finnland